# Mia Brentano’s River of Memories
Mia Brentano’s River of Memories. A Mystery Trip ist ein Konzeptalbum von Mia Brentano alias Klaus Martin Kopitz, das 2019 beim Label Mons Records erschien. Es gelangte in den USA auf die Jahresbestenliste („Want List“) des Klassikmagazins Fanfare und erhielt einen Preis der deutschen Schallplattenkritik in der Kategorie „Grenzgänge“.

## Hintergrund und Entstehung
Das Album ist laut Booklet-Text eine Hommage an die Schriftsteller E. T. A. Hoffmann, Edgar Allan Poe, Franz Kafka und Paul Auster, „die in Werken voll Poesie die Grenzen zwischen Traum und Wirklichkeit aufhoben – eine Verbeugung auch vor Alfred Hitchcock, Andrei Arsenjewitsch Tarkowski, David Lynch und anderen, die dies in ihren Filmen taten.“
Der Titel spielt darauf an, dass einige Stücke gewissermaßen in die Vergangenheit zurückreichen, denn das Album enthält mehrere Soundcollagen, die teilweise schon im August 1989 im Studio für elektroakustische Musik der Akademie der Künste der DDR entstanden. Eine Besonderheit ist die Verwendung verschiedener Sprachen, die aufgrund ihres jeweiligen Klangs ausgewählt wurden, „der uns berühren kann wie Musik – auch wenn wir nichts verstehen“. Daneben sind neuere, rein instrumentale Titel zu hören, die hauptsächlich von Klavier, Klarinette, Posaune und Schlagzeug interpretiert werden. Bei diesen kommt ebenfalls „diskrete“ Elektronik zum Einsatz, indem mithilfe von Overdubs sehr komplexe Klangschichtungen und Strukturen realisiert werden.
Einige Stücke sind nach Aussagen des Komponisten von John Zorns Album The Big Gundown inspiriert.
Auf dem CD-Cover ist das Bild Steg im Mondlicht des Münchner Künstlers Quint Buchholz abgebildet.

## Titelliste
Alle Titel wurden von Mia Brentano komponiert.
| Nr. | Titel                             | Besetzung | Dauer |
| --- | --------------------------------- | --- | ----- |
| 1.  | Blue Moon                         | Klarinette & Klavier | 3:11  |
| 2.  | Under the Surface                 | Synthesizer & Geräusche | 2:06  |
| 3.  | Les Champs magnétiques            | Sprecherin (Französisch), Bassklarinette, Klavier, Elektronik & Geräusche                                                                  | 10:06 |
| 4.  | Floating                          | Synthesizer & Klavier | 2:28  |
| 5.  | Der Besucher                      | Drei Klarinetten, zwei Bassklarinetten & Klavier                                                                                           | 1:40  |
| 6.  | Wide Open Landscape               | Drei Klarinetten, sechs Posaunen & Klavier                                                                                                 | 3:15  |
| 7.  | Silver Rain                       | Synthesizer | 3:28  |
| 8.  | Die Stille des verlassenen Raumes | Zwei Sprecherinnen (Amharisch & Isländisch), Sprecher (Yoruba), Gesang („Voices of Angels“), Synthesizer, Geräusche & elektronische Klänge | 9:40  |
| 9.  | Over the City of Glass            | Synthesizer, Sampling Computer & Schlagzeug                                                                                                | 3:20  |
| 10. | Angry Mia                         | Vier Klarinetten & Bassklarinette | 2:53  |
| 11. | Septemberland                     | Zwei Klaviere & Schlagzeug | 2:58  |
| 12. | Lily of the Valley                | Zwei Klaviere | 2:52  |
| 13. | Ghosts (for Paul Auster)          | Sprecherin (Koreanisch), Saxophone, Synthesizer, Geräusche & elektronische Klänge                                                          | 10:47 |
| 14. | Dancing in Twilight               | Zwei Klarinetten, fünf Posaunen & Klavier                                                                                                  | 2:43  |
| 15. | Brahms Is Sleeping                | Klarinette & Klavier | 1:17  |

## Notenausgabe
Sechs der instrumentalen Stücke erschienen – teilweise bearbeitet – im Berliner Verlag Ries & Erler unter der Bezeichnung Mia Brentano’s River of Memories. Six Elegies for Clarinet and Piano.

## Rezeption
- Das Album wurde als herausragend und zukunftsweisend bewertet, darunter in den USA, wo die Zeitschrift Fanfare gleich vier Rezensionen veröffentlichte, außerdem ein Interview des Komponisten mit der Musikjournalistin Jacqueline Kharouf.[4]

- Dave Saemann bekannte in Fanfare: „This is the most moving new album I’ve heard in some time. […] Mia Brentano, if other composers would only listen and learn, probably is the future.“ (Dies ist das bewegendste neue Album, das ich seit einiger Zeit gehört habe. […] Mia Brentano, wenn andere Komponisten nur zuhören und lernen würden, ist wahrscheinlich die Zukunft.)

- Jacqueline Kharouf befand in derselben Zeitschrift: „I find the album so compelling, relevant, weird, and uncanny in only the best way.“ (Ich finde das Album so fesselnd, relevant, seltsam und unheimlich, und das auf die beste Art und Weise.)

- Für Holger Hettinger, der die CD am 21. August 2019 im Sender Deutschlandfunk Kultur vorstellte, öffnen sich in der Musik „hochkomplexe Räume, die mit ihren Überlagerungen, Überblendungen, schnellen Schnitten und raschen atmosphärischen Kollisionen eine ganz eigene Hörerfahrung schaffen. Gesprochene Passagen, Geräusche, schneidende Kontraste aus Naturklängen und elektronischen Verfremdungen kreieren eine enorme Sogwirkung und schaffen eine ganz eigene Zeiterfahrung. Faszinierend!“[5]

- Reinhard Lemelle bemerkte im Musikmagazin Rondo eine „Lust am Spiel mit dem Irrationalen, mit dem ständigen Wechsel zwischen Realität und Imagination, die sich […] in den völlig unterschiedlichen Klangstationen widerspiegelt. Wie ein konturloses, dennoch magisch illuminiertes Ambient-Stück bewegt sich Under The Surface und entwickelt sich zum beklemmenden Soundtrack fürs Kopfkino. Zwischen Improvisation und Geräuschkunst changiert das elektro-akustische Werk Les champs magnétiques, das von 1989 stammt. Ein Jahr später entstand Die Stille des verlassenen Raumes, […] das sich um den Exodus der ehemaligen DDR dreht. Zu den musikalischen Kontrasten gehören cooler Jazz, lyrische Klavier-Schlendereien sowie auch das vom Klezmer-Spirit eingefärbte Eröffnungsstück Blue Moon. In den Grenzregionen zwischen Traum und Wirklichkeit gibt es musikalisch viel zu entdecken.“[6]

## Auszeichnungen
- Hanns-Eisler-Preis für Die Stille des verlassenen Raumes (1991)
- Preis beim Forum für junge Komponisten des WDR Köln für Die Stille des verlassenen Raumes (1992)
- Preis der deutschen Schallplattenkritik in der Kategorie „Grenzgänge“ (2019)[7]